# Волінський Святовит
Волінський Святовит — статуетка IX або X століття, виготовлена з деревини європейського тиса, знайдена 1974 року на острові Волін, Польща. Статуетка зображує чотиригранного персонажа з чотирма обличчями, який був ідентифікований як зображення Святовит, бога достатку і війни в слов'янському язичництві.

## Характеристики

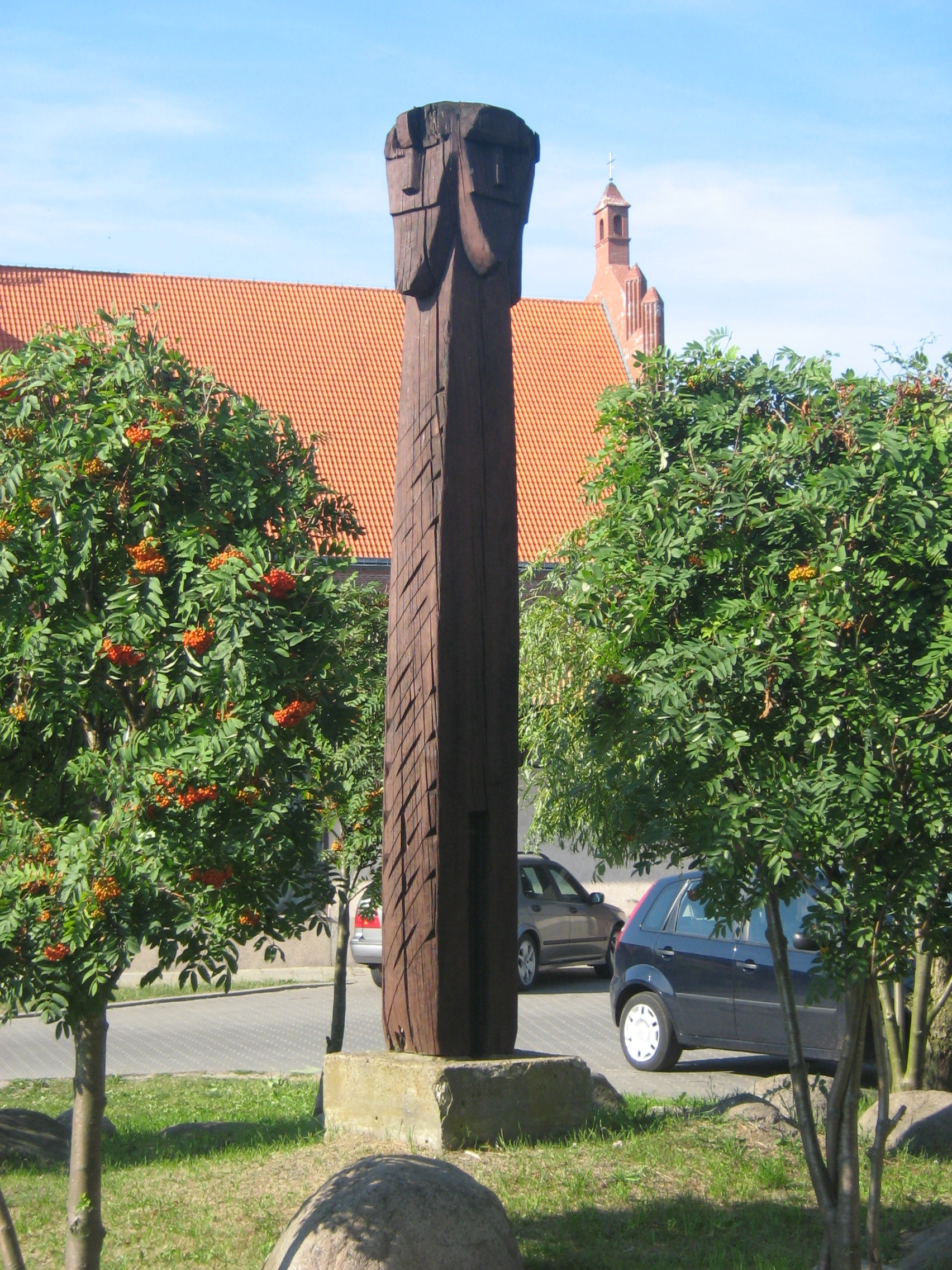
Статуя, схожа на статуетку, у місті Волін.

На острові Волін, Польща, було виявлено чотири фігурки. Вважалося, що вони походять з IX або X століття. Кожна фігурка має висоту приблизно 6 см. Статуетка зображує персонажа з чотирма обличчями, який був ідентифікований як зображення Святовита, бога достатку і війни в слов'янському язичництві. Створений з деревини тиса європейського.
Статуетка є унікальною, оскільки вона була невеликим предметом, використовуваним в домашньому господарстві та приватних релігійних практиках у слов'янському язичництві, на відміну від попередніх створення скульптур слов'янських божеств, які були більшими й використовувалися в громадських релігійних практиках.
Зараз статуетка виставлена в Регіональному музеї у Воліні, Польща.